# Kara (sikhisme)
Pour les articles homonymes, voir Kara.

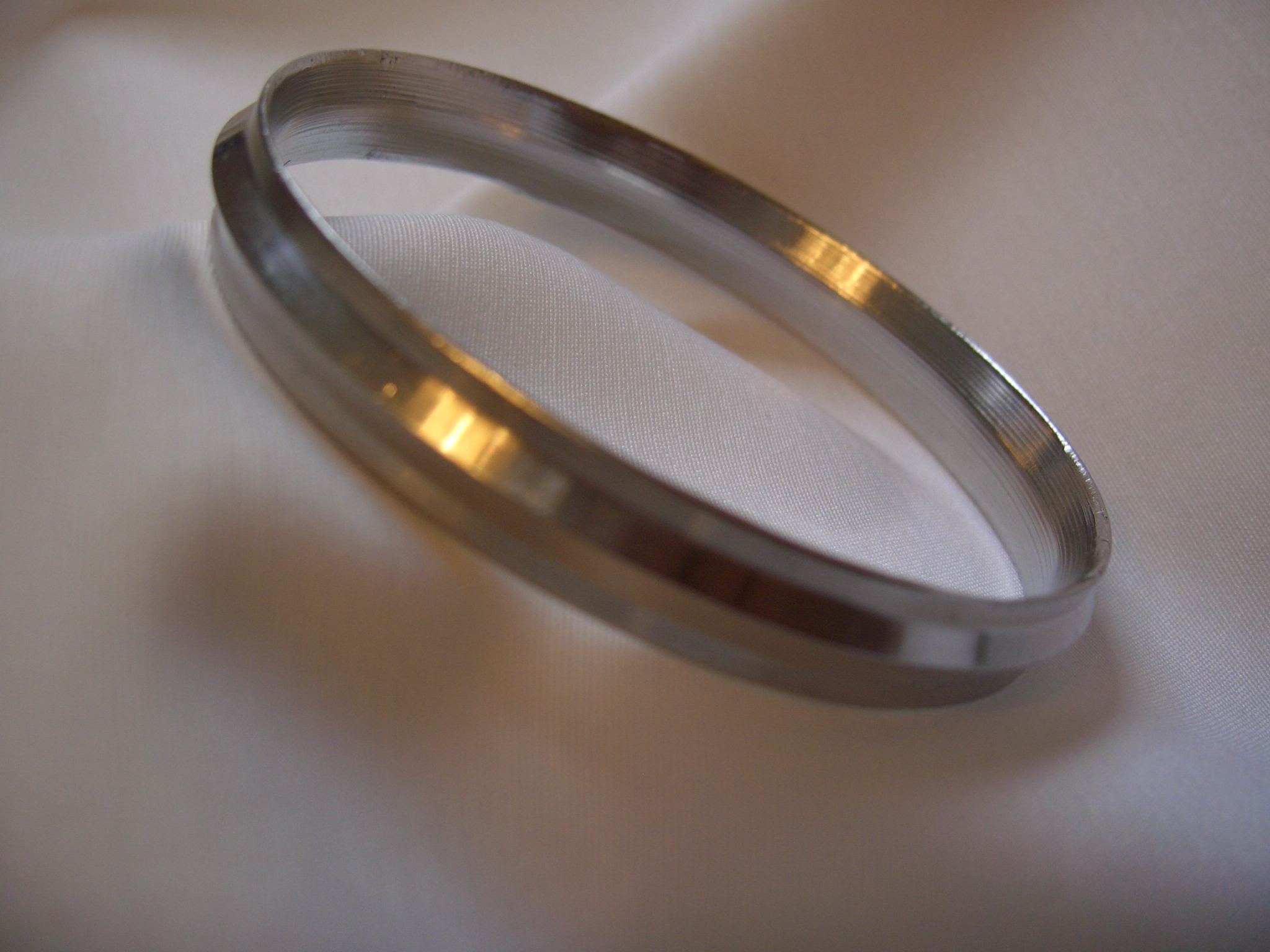
Un kara

Le kara est un bracelet en acier, un des Cinq K, attributs des sikhs rattachés à l'ordre du Khalsa. Il doit être simple, et est le symbole de l'attachement  du croyant à Dieu. Il se présente sous la forme d'un cercle sans début ni fin, comme la nature éternelle de Waheguru (Dieu). Si le kara a d'abord été porté pour des raisons pratiques (comme arme de protection dans les combats à l'épée), il est aussi le symbole du cercle du dharma, la loi suprême et la justice divine. Il est la traduction physique de la discipline et de la maîtrise de soi.